# Ásta Halldórsdóttir
Ásta Sigriður Halldórsdóttir (ur. 27 listopada 1970 w Ísafjörður) – islandzka alpejka.
Brała udział w zimowych igrzyskach w 1992 i 1994. W Albertville wystartowała w slalomie, w którym była 27. z czasem 1:42,74 i slalomie gigancie, w którym zajęła 30. miejsce z czasem 2:30,03, natomiast w Lillehammer wystąpiła w supergigancie, którego nie ukończyła, slalomie gigancie, w którym uplasowała się na 23. pozycji z czasem 2:44,20 i w slalomie, w którym zajęła 20. lokatę ex aequo z Lucią Medzihradską ze Słowacji z czasem 2:01,55. Zarówno w Albertville, jak i w Lillehammer była chorążym islandzkiej kadry. Była najstarszym islandzkim alpejczykiem na igrzyskach w 1994.